# School for Scoundrels
School for Scoundrels er en amerikansk komediefilm fra 2006 instrueret og skrevet af Todd Phillips og med Jon Heder og Billy Bob Thornton i hovedrollerne. Filmen er baseret på en britisk 1960-film af samme navn.

## Medvirkende
- Billy Bob Thornton – Dr. P/Dennis Sherman
- Jon Heder – Roger
- Michael Clarke Duncan – Lesher
- Jacinda Barrett – Amanda
- David Cross – Ian
- Sarah Silverman – Becky
- DeRay Davis – Bee Bee
- Ben Stiller – Lonnie
- Horatio Sanz – Diego
- Todd Louiso – Eli
- Luis Guzmán